# Omelan Polowy
Omelan Polowy ps. Ostap, Danyło Oczeret (ur. 3 stycznia 1913 w Jarczowcach, w okolicach Tarnopola, zm. 12 czerwca 1999 w Tarnopolu) – ukraiński działacz niepodległościowy, nacjonalista, dowódca okręgu Ukraińskiej Powstańczej Armii.

## Życiorys
Od 1932 należał do Organizacji Ukraińskich Nacjonalistów, w latach 1940–1941 był kierownikiem politycznej kancelarii OUN w Krakowie. W 1941 był żołnierzem batalionu Nachtigall, od grudnia 1941 do grudnia 1942 służył w 201 batalionie Schuma.
Od lata 1943 był dowódcą szkolnej kompanii Ukraińskiej Narodowej Samoobrony w Karpatach, jak również dowódcą III WO Łysonia, w randze chorążego.
Dowodził kureniami swojego okręgu w walkach z NKWD w drugiej połowie 1944, 27 września 1944 został ranny w walce. W 1945 został awansowany do stopnia porucznika, w latach 1945–1946 był oficerem do specjalnych poruczeń sztabu UPA-Zachód w stopniu pułkownika.
Ranny w czasie walki w 1946, trafił w ręce NKWD. Został skazany na karę śmierci, zamienioną później na 25 lat więzienia. Zwolniony z więzienia w 1971.